# Championnat de France de football National 2022-23
La Temporada 2022-23 del Campeonato Francés Nacional fue la 26.ª edición del Campeonato organizado por la Federación Francesa de Fútbol. Es el tercer nivel del fútbol francés compuesto por 18 clubes. Esta categoría es el nivel de liga más alto que puede aspirar un club francés de categoría no profesional; ya que, en caso de lograr subir al siguiente nivel, la Ligue 2, el club deberá obligatoriamente obtener el estatus profesional para poder participar. Debido a la transición a 18 clubes en la Ligue 2 para la temporada 2024-2025, solo habrá dos ascensos a la Ligue 2 esta temporada (sin play-off de ascenso) y seis descensos a National 2 en lugar de los cuatro habituales.

## Descensos, ascensos y decisiones administrativas
Según el reglamento el campeonato, los clubes que participan en esta temporada, además de los clubes clasificados entre la cuarta y la decimocuarto lugar durante la temporada 2021-22, serán los dos clubes descendidos de Liga 2, los cuatro clubes promovidos del National 2 de la temporada 2021-22 y el perdedor de la eliminatoria de ascenso a Ligue 2.
Una vez terminada las 34 jornadas del campeonato, según la clasificación :
- Los equipos clasificados en la 1.ª y 2.ª posición ascienden a la Liga 2
- Los equipos clasificados entre la 3.ª y la 12.ª posición continúan en la categoría para la próxima temporada.
- Los equipos clasificados entre la 13.ª y la 18.ª posición descenderán al Nacional 2.

## Relevos
| Pos. | Descendidos de Ligue 2 |
| ---- | ---------------------- |
| 19.º | USL Dunkerque          |
| 20.º | AS Nancy-Lorraine      |

| Pos. | Ascendidos a Ligue 2 |
| ---- | -------------------- |
| 1.º  | Stade Lavallois      |
| 2.º  | Annecy FC            |

| Pos. | Descendidos a Championnat National 2 |
| ---- | ------------------------------------ |
| 14.º | FC Sète 34                           |
| 16.º | FC Chambly                           |
| 17.º | US Créteil                           |
| 18.º | US Boulogne                          |

| Pos.        | Ascendidos de Championnat National 2 |
| ----------- | ------------------------------------ |
| 1.º Grupo A | FC Versailles                        |
| 1.º Grupo B | Paris 13 Atletico                    |
| 1.º Grupo C | FC Martigues                         |
| 1.º Grupo D | Le Puy Foot                          |

## Clubes Participantes
| Club              | Ciudad                         | Estadio                    | Capacidad    |
| ----------------- | ------------------------------ | -------------------------- | ------------ |
| Avranches         | Avranches                      | Stade René Fenouillère     | 2,650        |
| Bastia-Borgo      | Borgo                          | Complexe sportif de Borgo  | 2,000        |
| Bourg-Péronnas    | Bourg-en-Bresse                | Stade Marcel-Verchère      | 8,840        |
| Châteauroux       | Châteauroux                    | Stade Gaston Petit         | 17,072       |
| Cholet            | Cholet                         | Stade omnisports de Cholet | 2,635        |
| Concarneau        | Concarneau                     | Stade Guy Piriou           | 5,800        |
| Dunkerque         | Dunkerque                      | Stade Marcel-Tribut        | 5,000        |
| Le Mans           | Le Mans                        | MMArena                    | 25,064       |
| Le Puy Foot       | Le Puy-en-Velay                | Stade Charles-Massot       | 4,800        |
| Martigues         | Martigues                      | Stade Francis Turcan       | 8,289        |
| Nancy-Lorraine    | Nancy                          | Stade Marcel Picot         | 20,087       |
| Orléans           | Orléans                        | Stade de la Source         | 7,533        |
| París 13 Atlético | París                          | Stade Pelé Stade Charléty  | 1,000 19,151 |
| Red Star          | Saint-Ouen, suburbios de Paris | Stade Bauer                | 3,000        |
| Stade Briochin    | Saint-Brieuc                   | Fred-Aubert Stadium        | 6,008        |
| Sedan             | Sedan                          | Stade Louis Dugauguez      | 24,389       |
| Versailles        | París                          | Estadio Jean-Bouin         | 20,000       |
| Villefranche      | Villefranche-sur-Saône         | Stade Armand-Chouffet      | 3,500        |

## Clasificación
Actualizado al 29 de mayo de 2023.
| Pos. | Equipo                | Pts. | PJ | G  | E  | P  | GF | GC | Dif. | Promotion or Relegation              |
| ---- | --------------------- | ---- | -- | -- | -- | -- | -- | -- | ---- | ------------------------------------ |
| 1    | US Concarneau (C, A)  | 62   | 34 | 19 | 6  | 9  | 60 | 37 | +23  | Ascenso a la Ligue 2                 |
| 2    | USL Dunkerque (A)     | 62   | 34 | 19 | 5  | 10 | 50 | 32 | +18  | Ascenso a la Ligue 2                 |
| 3    | Red Star FC           | 60   | 34 | 17 | 9  | 8  | 51 | 30 | +21  |                                      |
| 4    | FC Martigues          | 60   | 34 | 15 | 15 | 4  | 54 | 40 | +14  |                                      |
| 5    | FC Versailles         | 51   | 34 | 14 | 9  | 11 | 41 | 41 | 0    |                                      |
| 6    | FC Villefranche       | 46   | 34 | 11 | 13 | 10 | 49 | 40 | +9   |                                      |
| 7    | CS Sedan Ardennes     | 46   | 34 | 12 | 10 | 12 | 41 | 47 | −6   |                                      |
| 8    | SO Cholet             | 45   | 34 | 11 | 12 | 11 | 38 | 41 | −3   |                                      |
| 9    | US Avranches          | 45   | 34 | 14 | 4  | 16 | 44 | 46 | −2   |                                      |
| 10   | US Orléans            | 44   | 34 | 10 | 14 | 10 | 38 | 37 | +1   |                                      |
| 11   | LB Châteauroux        | 44   | 34 | 12 | 8  | 14 | 41 | 46 | −5   |                                      |
| 12   | Le Mans FC            | 43   | 34 | 10 | 13 | 11 | 50 | 42 | +8   |                                      |
| 13   | AS Nancy-Lorraine (D) | 41   | 34 | 10 | 12 | 12 | 37 | 42 | −5   | Descenso a la Championnat National 2 |
| 14   | FC Bourg-Péronnas (D) | 40   | 34 | 9  | 13 | 12 | 42 | 46 | −4   | Descenso a la Championnat National 2 |
| 15   | Stade Briochin (D)    | 38   | 34 | 8  | 14 | 12 | 36 | 46 | −10  | Descenso a la Championnat National 2 |
| 16   | Le Puy Foot (D)       | 35   | 34 | 7  | 14 | 13 | 34 | 50 | −16  | Descenso a la Championnat National 2 |
| 17   | París Atlético (D)    | 31   | 34 | 6  | 13 | 15 | 28 | 42 | −14  | Descenso a la Championnat National 2 |
| 18   | FC Bastia-Borgo (D)   | 25   | 33 | 6  | 7  | 20 | 32 | 61 | −29  | Descenso a la Championnat National 2 |

 Fuente: Soccerway
Criterios de clasificación: 1) resultado directo entre ambos equipos; 2) diferencia de goles directo entre ambos equipos; 3) diferencia de goles; 4) goles marcados; 5) puntos de juego limpio (fair play)
Notas:
1. ↑  Se le restó un punto al Concarneu por cometer alineación indebida contra el Orléans y se le dio por perdido el partido 0–3.
2. ↑  Se le restó un punto al Avranches por cometer alineación indebida contra el Cholet y se le dio por perdido el partido 0–3.
3. ↑  Se le restó un punto al Nancy-Lorraine por cometer alineación indebida contra el Concarneu y se le dio por perdido el partido 0–3.